# Hagerstown (Indiana)
Pour les articles homonymes, voir Hagerstown.
 Hagerstown est une ville du comté de Wayne dans l'Indiana. Sa population était de 1 787 habitants en 2010.